# Wilczewo (Trzebuń)
Wilczewo (dodatkowa nazwa w j. kaszub. Wilczewò) – część wsi Trzebuń w Polsce, położona w województwie pomorskim, w powiecie kościerskim, w gminie Dziemiany, pomiędzy Wdzydzkim Parkiem Krajobrazowym a Zaborskim Parkiem Krajobrazowym w kompleksie leśnym Borów Tucholskich. Wchodzi w skład sołectwa Trzebuń. 
W latach 1975–1998 Wilczewo położone było w województwie gdańskim.